# Brachythecium poadelphus
Brachythecium poadelphus är en bladmossart som beskrevs av C. Müller 1901. Brachythecium poadelphus ingår i släktet gräsmossor, och familjen Brachytheciaceae. Inga underarter finns listade i Catalogue of Life.